# Orestias uruni
Orestias uruni är en fiskart som beskrevs av Tchernavin, 1944. Orestias uruni ingår i släktet Orestias och familjen Cyprinodontidae. Inga underarter finns listade i Catalogue of Life.